# دي جي هيد
دي جي هيد (بالإنجليزية: DJ Head)‏ هو دي جيه أمريكي، ولد في 1971 في ديترويت في الولايات المتحدة.

## وصلات خارجية
- دي جي هيد على موقع IMDb (الإنجليزية)
- دي جي هيد على موقع ألو سيني (الفرنسية)
- دي جي هيد على موقع ميوزك برينز (الإنجليزية)
- دي جي هيد على موقع أول ميوزيك (الإنجليزية)
- دي جي هيد على موقع ديسكوغز (الإنجليزية)
- دي جي هيد على موقع قاعدة بيانات الفيلم (الإنجليزية)
- دي جي هيد على موقع كينوبويسك (الروسية)